# ابن جلال التلمساني
ابن جلال التلمساني، واحد من أبرز أعلام الفكر والفقه في بلاد المغرب (شمال افريقيا) خلال القرن الـ10 الهجري (16 الميلادي). وُلد في تلمسان عام 908 هـ (1502–1503م) ونشأ في بيئة علمية مميزة، حيث تتلمذ على يد نخبة من العلماء البارزين أمثال سعيد المقري التلمساني وأبي عبد الله محمد بن موسى. بعد مسيرة علمية في تلمسان، اضطر للهجرة إلى مدينة فاس بسبب الاضطرابات السياسية.
تقلّد في هذه المدينة مناصب علمية ودينية، أبرزها التدريس والخطابة في جامع القرويين وجامع الأندلسيين. عُرف بسعة علمه وقوة شخصيته وكثرة طلابه، واستمر في التدريس حتى وفاته عام 981 هـ (1574م) بفاس.

## حياته
أبو عبد الله محمد بن عبد الرحمن بن أحمد بن عبد الرحمن بن جلال التلمساني، المعروف اختصارا بابن جلال التلمساني. ذكر ابن مريم نسبه في مؤلفه «البستان في ذكر الأولياء و العلماء بتلمسان» كاتبًا «سيدي محمد بن عبد الرحمن بن جلال الوعزاني التلمساني».
وُلد في مدينة تلمسان عام 908 هـ (1502–1503م) و نشأ في بيئة علمية رفيعة المستوى، حيث تلقى تعليمه على يد نخبة من العلماء في مختلف العلوم الدينية والدنيوية. من بين أساتذته : الشيخ أبو عبد الله محمد بن موسى، فقيه تلمسان، وسعيد المقري التلمساني، عم المؤرخ و الأديب أحمد المقري التلمساني. كما تعلم على يد الشيخ أبي العباس أحمد بن عطاء الله، أحد تلامذة ابن غازي المكناسي، ودرس علم التفسير لدى أبي مروان عبد الملك البُرجي. واستفاد أيضًا من تلامذة الصوفي محمد بن يوسف السنوسي وأحمد بن يوسف الملياني، الذي كان والده ملازمًا له. إلى جانب ذلك، تتلمذ على يد علماء آخرين من بلاد المغرب، أشار إليهم أبو بلقاسم الحفناوي في مؤلفه. نتيجة لذلك، أصبح ابن جلال متمكنًا في علوم متعددة، مثل المنطق، الفقه، العقائد، البيان، الحديث، والتفسير.
بدأ مسيرته المهنية كمفتٍ في مدينة تلمسان. غير أن الاضطرابات السياسية التي شهدتها المدينة آنذاك، بما في ذلك النزاعات الداخلية بين الزيانيين في أواخر حكمهم، وتذمر السكان من الحملات العثمانية، بالإضافة إلى الضغط السعدي، دفعت كثيرًا من العلماء، مثل شقرون الوجديجي التلمساني، إلى مغادرة المدينة. ومع تفاقم الأوضاع، قرر ابن جلال الهجرة إلى مدينة فاس كذلك عام 958 هـ (1551م) التي كانت تحت حكم السلطان السعدي محمد الشيخ، الذي أكرمه وقدّر علمه.
في فاس، تولّى ابن جلال مهمة الإفتاء والتدريس والخطابة في جامع الأندلسيين لمدة ثماني سنوات، ثم انتقل للتدريس في جامع القرويين لمدة ثلاثة عشر عامًا. درّس هناك علومًا متنوعة، مثل الفقه، التفسير، المنطق، العقيدة، وعلم الكلام، مما جعله محط أنظار طلاب العلم من مناطق مختلفة بما في ذلك مراكش.
وصفه تلميذه البارز أحمد المنجور الفاسي، بقوله: «الفقيه المشارك المفتي الخطيب، استفدت منه في العقائد و الحديث و الأدب، وكان ذا تؤدة وسكون وهمة وسخاء». كما ذكر عبد الرحمن التمنارتي، قاضي تارودانت، أن ابن جلال رافق السلطان السعدي عبد الله الغالب إلى منطقة سوس عام 970 هـ (1562م)، حيث قضى عامًا كاملا يُدرّس في الجامع الكبير بتارودانت، وانتفع منه كثير من الفقهاء. كذلك التقى به المؤرخ والقاضي محمد بن عسكر الشفشاوني عدة مرات، وأثنى على علمه في كتابه الذي وثّق فيه علماء بلاد المغرب في القرن العاشر الهجري.
استمر ابن جلال في التدريس حتى وفاته في فاس يوم 8 رمضان 981 هـ (2 يناير 1574م). وتشير مصادر أخرى أنه توفي عام 980 هـ (12 يناير 1573م)  وأنه مدفون قرب ضريح الحاكم السعدي عبد الله الغالب. كما سار ابنه، المعروف بمحمد المرابط، على نهجه، حيث تولى الخطابة في جامع الأندلسيين وجامع القرويين وتوفي كذلك في فاس عام 1008 هـ (1599–1600م).
تبين في اكتشاف عام 2004، أن لابن جلال كذلك بنتا قد تزوجت بالمؤرخ والأديب الشهير أحمد بن محمد المقري التلمساني. وجاء هذا الاكتشاف على إثر مخطوط أعادته بنت المستشرق الفرنسي دوليفان إلى المكتبة الوطنية الجزائرية، وحققه الباحث محمد بن معمر، تحت إشراف مخبر وهران لمخطوطات الحضارة الإسلامية في شمال إفريقيا. ونُشر محتوى هذا المخطوط في عام 2005 في كتاب بعنوان «رحلة المقري التلمساني إلى المشرق والمغرب». وقد كشفت هذه المعلومة لأول مرة أن أحمد المقري كان متزوجًا من ثلاث زوجات، وليس اثنتين كما كان يُعتقد سابقا، لكن لم يُعرف إن تم الزواج في تلمسان أو فاس.

## الملاحظات و المراجع

### الملاحظات
1. ↑  وقعت العديد من المخطوطات في أيدي المستشرقين الفرنسيين أثناء فترة الاستعمار الفرنسي للجزائر، حيث تُحفظ غالبيتها في المكتبة الوطنية الفرنسية في باريس.